# Blade II
Blade II är en amerikansk film från 2002 i regi av Guillermo del Toro efter filmmanus av David S. Goyer. Filmen är en uppföljare till Blade från 1998.

## Handling
Någonting vandrar fritt omkring på gatorna som även vampyrerna är rädda för. Vampyrerna behöver Blades hjälp för att slå det men någonting är konstigt när det visar sig vara Damaskinos son och Nyssas bror. Utvecklades viruset eller lagades det?

## Rollista
- Wesley Snipes – Eric Brooks / Blade
- Kris Kristofferson – Abraham Whistler
- Ron Perlman – Dieter Reinhardt
- Leonor Varela – Nyssa Damaskinos
- Norman Reedus – Joshua Fromeyer / Scud
- Thomas Kretschmann – Eli Damaskinos
- Luke Goss – Jared Nomak
- Matt Schulze – Chupa
- Danny John-Jules – Asad
- Donnie Yen – Snowman
- Karel Roden – Karel Kounen
- Marit Velle Kile – Verlaine
- Tony Curran – Priest
- Daz Crawford – Lighthammer
- Santiago Segura – Rush